# Вольф Еверт
Вольф Еверт (нім. Wolf Ewert; 31 липня 1905, Штральзунд — 16 березня 1994, Бад-Наугайм) — німецький воєначальник, генерал-майор вермахту. Кавалер Лицарського хреста Залізного хреста.

## Біографія
1 січня 1924 року вступив в рейхсвер. З 14 квітня 1939 року — командир роти піхотного полку «Велика Німеччина», з 5 січня 1940 року — 1-ї роти 99-го запасного моторизованого піхотного батальйону, з 7 червня 1940 року — 1-го батальйону 196-го стрілецького полку, з 1 грудня 1942 по 4 жовтня 1943 року — 196-го, з 1 лютого по 3 вересня 1944 року — 274-го гренадерського полку, з 18 вересня 1944 року — польового унтерофіцерського піхотного училища. В листопаді 1944 року — інспектор з підготовки частин на правому березі Рейну групи армій «Верхній Рейн». З 1 грудня 1944 року — командир 716-ї, з 18 січня 1945 року — 338-ї піхотної дивізії. 15 квітня 1945 року взятий в полон американськими військами. 15 липня 1947 року звільнений.

## Звання
- Обергренадер (1 квітня 1926)
- Фанен-юнкер (1 липня 1926)
- Фанен-юнкер-єфрейтор (1 жовтня 1926)
- Фанен-юнкер-унтерофіцер (1 листопада 1926)
- Фенріх (1 вересня 1927)
- Оберфенріх (1 серпня 1928)
- Лейтенант (1 липня 1929)
- Оберлейтенант (1 квітня 1933)
- Гауптман (1 серпня 1936)
- Майор (1 червня 1941)
- Оберстлейтенант (30 квітня 1943)
- Оберст (20 серпня 1944)
- Генерал-майор (1 березня 1945)

## Нагороди
- Медаль «За вислугу років у Вермахті» 4-го і 3-го класу (12 років)
- Медаль «У пам'ять 1 жовтня 1938»
- Залізний хрест 2-го і 1-го класу
- Штурмовий піхотний знак в сріблі
- Медаль «За зимову кампанію на Сході 1941/42»
- Німецький хрест в золоті (1 листопада 1943)
- Лицарський хрест Залізного хреста (18 липня 1944)